# Air-Van Airlines

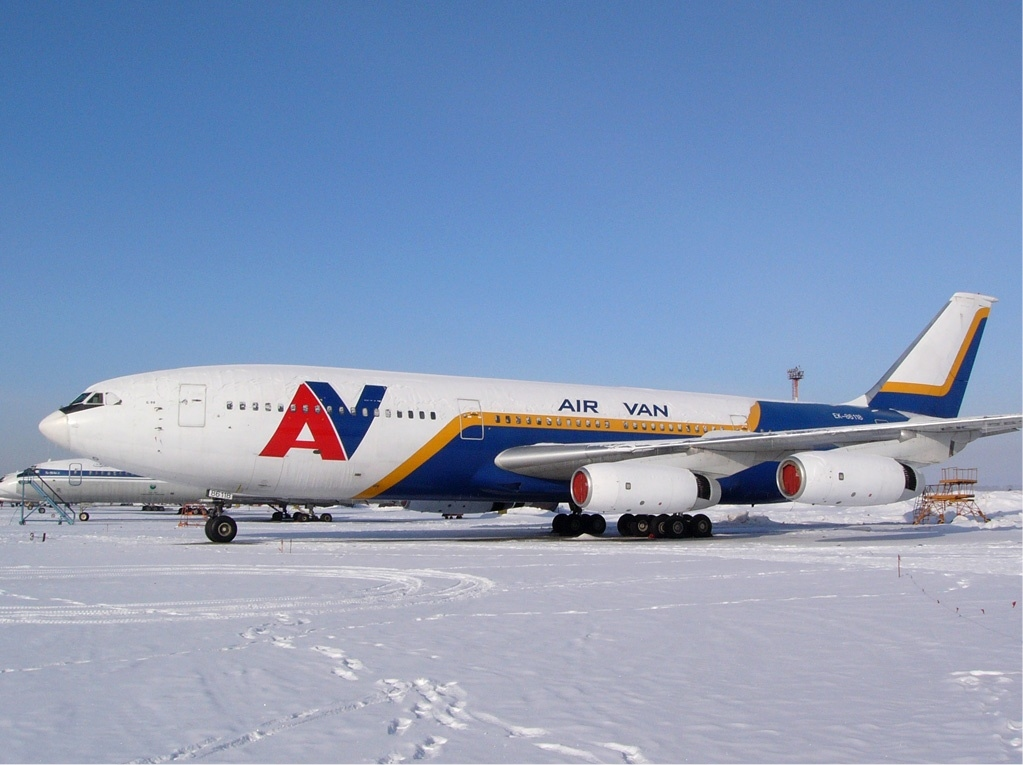
Un Iliouchine Il-86 d'Air Van Airlines

Air-Van Airlines est une compagnie aérienne arménienne. C'est une compagnie aérienne spécialisée dans le transport du fret. Elle figure sur la liste noire des compagnies aériennes interdites d'atterrissage en Suisse et en Belgique. La compagnie fit faillite en 2005.